# Vlado Ilievski
Vlado Ilievski (in macedone Владо Илиевски?; Strumica, 19 gennaio 1980) è un ex cestista macedone con cittadinanza slovena.
188 cm di altezza, 82 kg di peso, ricopriva il ruolo di playmaker.

## Carriera
Cresciuto nella formazione macedone della Strumica, nel 1997-98 gioca nella St. Thomas Aquinas High School, per poi tornare in Europa al Partizan Belgrado.
La sua definitiva affermazione in campo internazionale avviene prima con la maglia dell'Olimpia Lubiana e poi con quella del Barcellona, dove rimane fino al 2005, vincendo un campionato spagnolo.
Nel 2005-06 ha militato nella Lottomatica Roma, portato in Italia dal coach capitolino Svetislav Pešić; ma all'inizio della sua seconda stagione a Roma, dopo una serie di partite non all'altezza (in particolare due contro Treviso e Club Baloncesto Málaga, in cui perde dei palloni di fondamentale importanza), viene messo fuori rosa. Dopo la risoluzione del contratto con la squadra capitolina, viene ingaggiato dalla Virtus Bologna.
Il 9 luglio 2007 viene ingaggiato dalla Montepaschi Siena, firmando un contratto biennale con un'opzione per un terzo anno.
Nel 2008 passa in prestito al Tau Vitoria.
Con la Macedonia ha disputato quattro edizioni dei Campionati europei (1999, 2011, 2013, 2015).

## Statistiche

### Eurolega
| Anno      | Squadra          | PG  | PT | MP   | TC%  | 3P%  | TL%  | RP  | AP  | PRP | SP  | PP   |
| --------- | ---------------- | --- | -- | ---- | ---- | ---- | ---- | --- | --- | --- | --- | ---- |
| 2001-2002 | Olimpija Lubiana | 20  | 10 | 18,0 | 50,0 | 43,3 | 76,2 | 1,4 | 1,4 | 1,2 | 0,0 | 4,6  |
| 2002-2003 | Olimpija Lubiana | 20  | 16 | 30,6 | 48,6 | 38,1 | 71,1 | 1,8 | 2,4 | 1,4 | 0,2 | 11,4 |
| 2003-2004 | Barcellona       | 20  | 20 | 27,2 | 42,6 | 43,4 | 76,5 | 1,5 | 2,4 | 1,2 | 0,0 | 9,9  |
| 2004-2005 | Barcellona       | 20  | 20 | 27,3 | 37,4 | 26,0 | 81,9 | 1,6 | 2,2 | 1,2 | 0,1 | 9,7  |
| 2006-2007 | Virtus Roma      | 6   | 6  | 30,5 | 44,2 | 42,9 | 70,0 | 1,8 | 1,8 | 2,2 | 0,0 | 10,3 |
| 2007-2008 | Mens Sana Siena  | 24  | 2  | 19,5 | 40,8 | 34,4 | 80,0 | 1,5 | 1,7 | 1,2 | 0,0 | 7,4  |
| 2008-2009 | Saski Baskonia   | 11  | 0  | 14,3 | 54,2 | 38,5 | 100  | 0,6 | 1,6 | 0,2 | 0,1 | 3,5  |
| 2008-2009 | Olimpija Lubiana | 6   | 6  | 34,4 | 37,7 | 31,7 | 76,2 | 1,7 | 2,2 | 1,2 | 0,0 | 13,5 |
| 2009-2010 | Olimpija Lubiana | 1   | 0  | 5,3  | 100  | 100  | -    | 0,0 | 0,0 | 0,0 | 0,0 | 6,0  |
| 2010-2011 | Olimpija Lubiana | 15  | 15 | 34,8 | 37,1 | 31,9 | 87,5 | 2,5 | 4,1 | 1,7 | 0,0 | 10,8 |
| 2011-2012 | Anadolu Efes     | 10  | 0  | 17,2 | 26,7 | 14,3 | 90,0 | 1,5 | 2,6 | 0,8 | 0,0 | 2,7  |
| 2012-2013 | Cedevita Junior  | 10  | 1  | 20,4 | 43,4 | 37,9 | 90,9 | 1,2 | 1,2 | 0,4 | 0,0 | 6,7  |
| Carriera  | Carriera         | 163 | 96 | 24,4 | 42,0 | 35,5 | 80,1 | 1,6 | 2,2 | 1,2 | 0,1 | 8,2  |

## Palmarès
- Campionato spagnolo: 1

Barcellona: 2003-04
- Campionato italiano: 1

Mens Sana Siena: 2007-08
- Campionato ceco: 1

ČEZ Nymburk: 2013-14
- Supercoppa spagnola: 1

Barcellona: 2004
- Supercoppa italiana: 1

Mens Sana Siena: 2007
- Coppa di Jugoslavia: 2

Partizan Belgrado: 1999, 2000
- Coppa di Slovenia: 4

Union Olimpija Lubiana: 2002, 2003, 2010, 2011
- Copa del Rey: 1

Saski Baskonia Vitoria: 2009
- Liga catalana: 1

Barcellona: 2004
- Lega Adriatica: 1

Union Olimpia Lubiana: 2001-02